# Henri Wittmann
Pour les articles homonymes, voir Wittmann.
Henri Wittmann, né en 1937, est un linguiste canadien.

## Biographie
Henri Wittmann est né en Alsace en 1937. Après des études avec André Martinet, il s'exile en Amérique du Nord durant le conflit algérien et enseigne successivement à l'Université du Colorado à Boulder, l'Université de l'Alberta à Edmonton, l'Université de Windsor en Ontario, et l'Université McGill de Montréal avant d'enseigner dans les universités québécoises de langue française, notamment à l'Université du Québec à Trois-Rivières, l'Université de Sherbrooke et l'Université du Québec à Rimouski. Il a pris la retraite de l'enseignement à son 60e anniversaire, en 1997, après une année d'enseignements et de conférences dans différentes universités françaises. Durant les cinq ans qui ont suivi, il a été directeur des Presses universitaires de Trois-Rivières et chercheur au Centre d'analyse des langues et des littératures françaises des Amériques de l'Université Carleton.
Comme chercheur comparatiste, Henri s'est intéressé à la morphosyntaxe d'une multitude de langues anciennes : hittite, égyptien ; indo-européennes : italiques pré-romanes, romanes, germaniques, créoles ; africaines : mandé, kwa, bantou, malgache ; amérindiennes : arawakiennes, caribes. Il est auteur de quelque 140 travaux.
Il est membre à vie de la Linguistic Society of America (en), depuis 1962. En 1965, il a été un des cofondateurs du Département de linguistique de l'Université McGill. En 1981, il a cofondé l'Association québécoise de linguistique qu'il a servi pendant 10 ans comme président, secrétaire ou organisateur du congrès annuel. Dans la même année aussi, il est devenu le premier directeur de la Revue québécoise de linguistique théorique et appliquée, fonction qu'il a assumé pendant 20 ans.
Wittmann est aussi un libertaire connu pour ses convictions, qui milite depuis toujours dans les syndicats, le mouvement communautaire et les groupements contre la guerre. En 1974-1978, il a été au centre d'un conflit syndical à l'Université du Québec à Trois-Rivières qui a eu des répercussions internationales et qui ont marqué les relations de travail dans les universités canadiennes. Spécialiste du parler des Québécois au quotidien, c'est aussi un ardent défenseur de l'auto-détermination du Québec.